# Pareheruenemef (fill de Ramsès III)
Pareherwenemef ("Re és al seu braç esquerre") va ser un príncep egipci de la XX Dinastia. Era fill del faraó Ramsès III. Igual que diversos dels seus germans, va rebre el nom d’un fill de Ramsès II, a qui Ramsès III va intentar emular (vegeu Pareheruenemef).

## Vida
Pareheruenemef va néixer abans de l’accés del seu pare al tron. Se'l representa com a l’hereu titular del tron d’Horus. Pareheruenemef porta títols militars i és el primer dels fills reials a ocupar el lloc de "Primer conductor del carro de la sa Majestat", una posició que l’associa estretament al seu pare durant les campanyes militars del regnat.
Segurament no va sobreviure al seu pare, ja que les seves traces desapareixen després de l'any 12 del regnat de Ramsès III.
Se'l representa al temple mortuori del seu pare a Medinet Habu. Tant a ell com al seu germà Khaemuaset se'ls anomena primogènits del rei; possiblement eren els primogènits de diferents esposes.
Va ser enterrat a la tomba QV42, a la Vall de les Reines.